# Santiago Arata
Santiago Arata (* 2. září 1996 Montevideo) je uruguayský ragbista hrající na pozici mlýnové spojky za francouzský klub Castres a uruguyaskou reprezentaci. S klubem došel v sezoně 2021-22 do finále francouzské soutěže. 
V únoru 2016 odehrál za Uruguay první reprezentační zápas. Zúčastnil se MS 2019 a MS 2023. V zápase MS 2023 proti Namibii si Uruguay připsala v jednom zápase nejvíce bodů (36) na světovém šampionátu ve své historii. Arata byl zvolen nejlepším hráčem toho utkání.